# Antonio Lante Montefeltro della Rovere (1737-1817)
Antonio Lante Montefeltro della Rovere (Roma, 17 de dezembro de 1737 - Roma, 23 de outubro de 1817) foi um cardeal italiano.

## Biografia
Nasceu em Roma em 17 de dezembro de 1737. De uma das principais famílias da aristocracia romana, originalmente de Pisa. Filho do duque Filippo Lante de Bomarzo e sua primeira esposa, Maria Virginia Altieri. Seu sobrenome também está listado como Lante Montefeltro della Rovere. Meio-irmão do cardeal Alessandro Lante Montefeltro della Rovere (1816). Sobrinho tataraneto do cardeal Marcello Lante (1606). Sobrinho-neto do cardeal Federico Marcello Lante della Rovere (1743).
Estudou no colégio jesuíta de Turim; e no Collegio Clementino , Roma.
Entrou ao serviço da Cúria Romana como regente da Chancelaria Apostólica, e o Papa Clemente XIII o admitiu na prelatura romana como referendário em 24 de março de 1763. O Papa Clemente XIV autorizou seu tio-avô, o cardeal, a entregar, enquanto ele ainda era vivo, as abadias de Farfa e S. Salvatore Maggiore, onde desempenhou uma grande atividade pastoral. Governador de Benevento, 14 de dezembro de 1764 até 1771; na prática, cessou em 11 de junho de 1768, quando o exército do rei de Nápoles ocupou a cidade e seu território e distrito. Inquisidor em Malta, 1771-1777. Ao retornar de Malta, o Papa Pio VI o nomeou governador de Marche (Macerata) em 19 de julho de 1777; ocupou o cargo até 1785. Clérigo da Câmara Apostólica e presidente da Zecca, 14 de fevereiro de 1785; ocupou os cargos por trinta anos; depois, decano da Câmara Apostólica, 1801; voltou ao cargo após a restauração do governo papal em Roma, em 23 de setembro de 1814. Pró-prefeito do Arquivo do Vaticano antes da ocupação francesa de Roma (1807).
Criado cardeal e reservado in pectore no consistório de 8 de março de 1816; publicado no consistório de 28 de julho de 1817; recebeu o chapéu vermelho em 31 de julho de 1817; e o título de Ss. Quirico e Giulitta, 1 de outubro de 1817.
Morreu em Roma em 23 de outubro de 1817. Exposto na igreja de S. Nicocola da Tolentino, Roma, e enterrado na capela de sua família naquela igreja. Ele nomeou Monsenhor Domenico Attanasio o executor de seu testamento.